# Route départementale 765 (Puy-de-Dôme)
Pour les articles homonymes, voir Route départementale 765.
La route départementale 765, ou RD 765, est une route départementale du Puy-de-Dôme traversant la ville de Clermont-Ferrand.

## Rues traversées
- Rue de l’Oradou
Elle est à sens unique après la rue de Lapradelle.
- Boulevard Robert Schuman
Ce boulevard dispose d’un tunnel (hauteur limite : 2,6 m?) – Centre commercial La Pardieu.
- Rond-Point de la Part-Dieu
Parc Technologique de la Pardieu
- Rue Ernest Cristal
Cette rue sort de Clermont-Ferrand et entre à Aubière. On trouve des commerces faisant partie de la commune d’Aubière et une entrée d’autoroute (A75, échangeur 1) directions :
  - Issoire – Aurillac – Montpellier ;
  - vers A71/E11 Z.I. du Brézet – Gerzat – Riom – Gannat (Vichy) – Montluçon – Bourges – Paris ;
  - vers A89/E70 ex-A72 via A711 Lempdes – Pont-du-Château – Lezoux – Thiers – Saint-Étienne – Lyon.

## Trafic
- Rue Ernest Cristal : 23 120 véhicules par jour (moyenne 2006)[1].